# Eis-Albedo-Rückkopplung

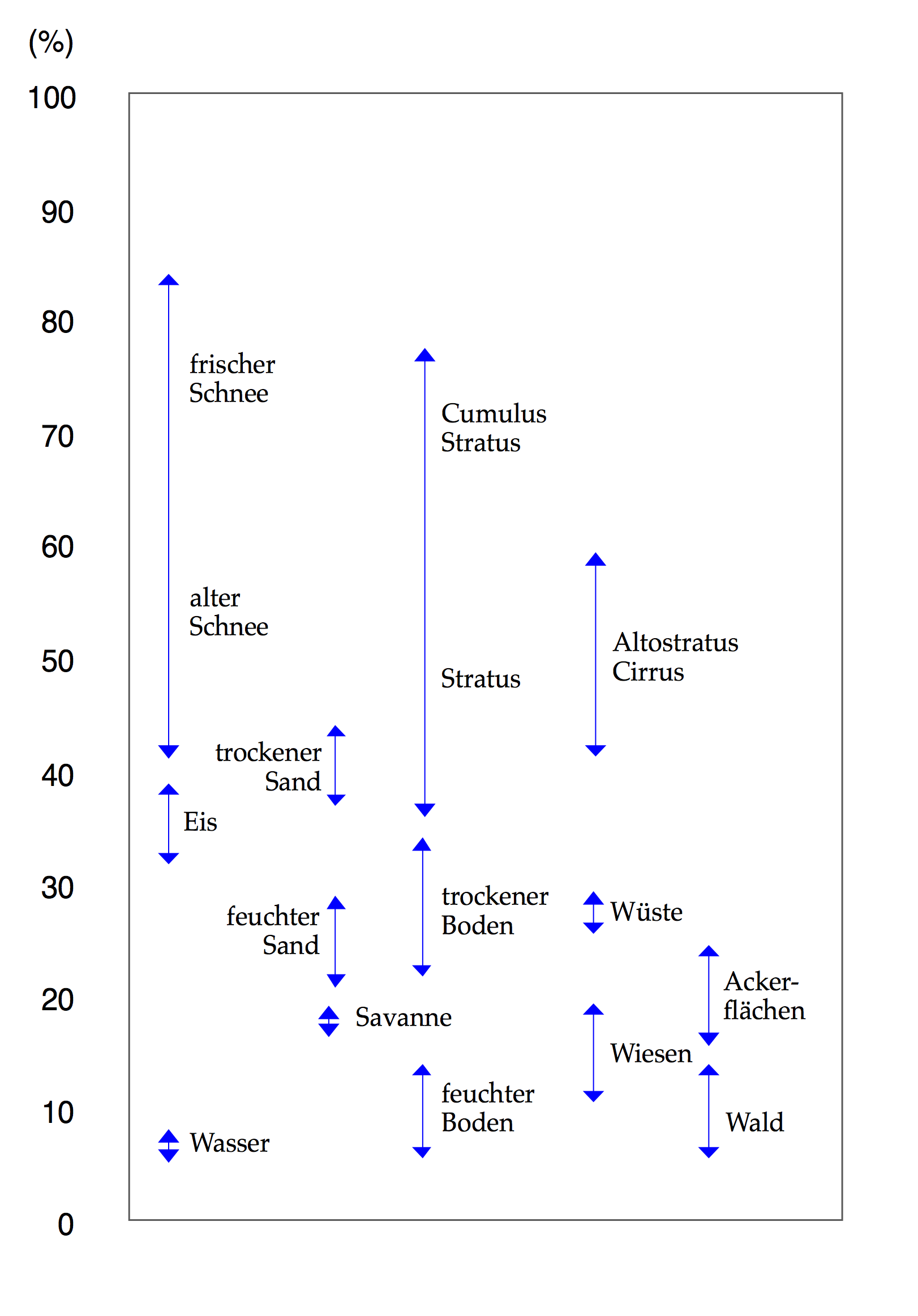
Anteil des in den Weltraum reflektierten Sonnenlichtes unterschiedlicher Erdoberflächenbeschaffenheiten

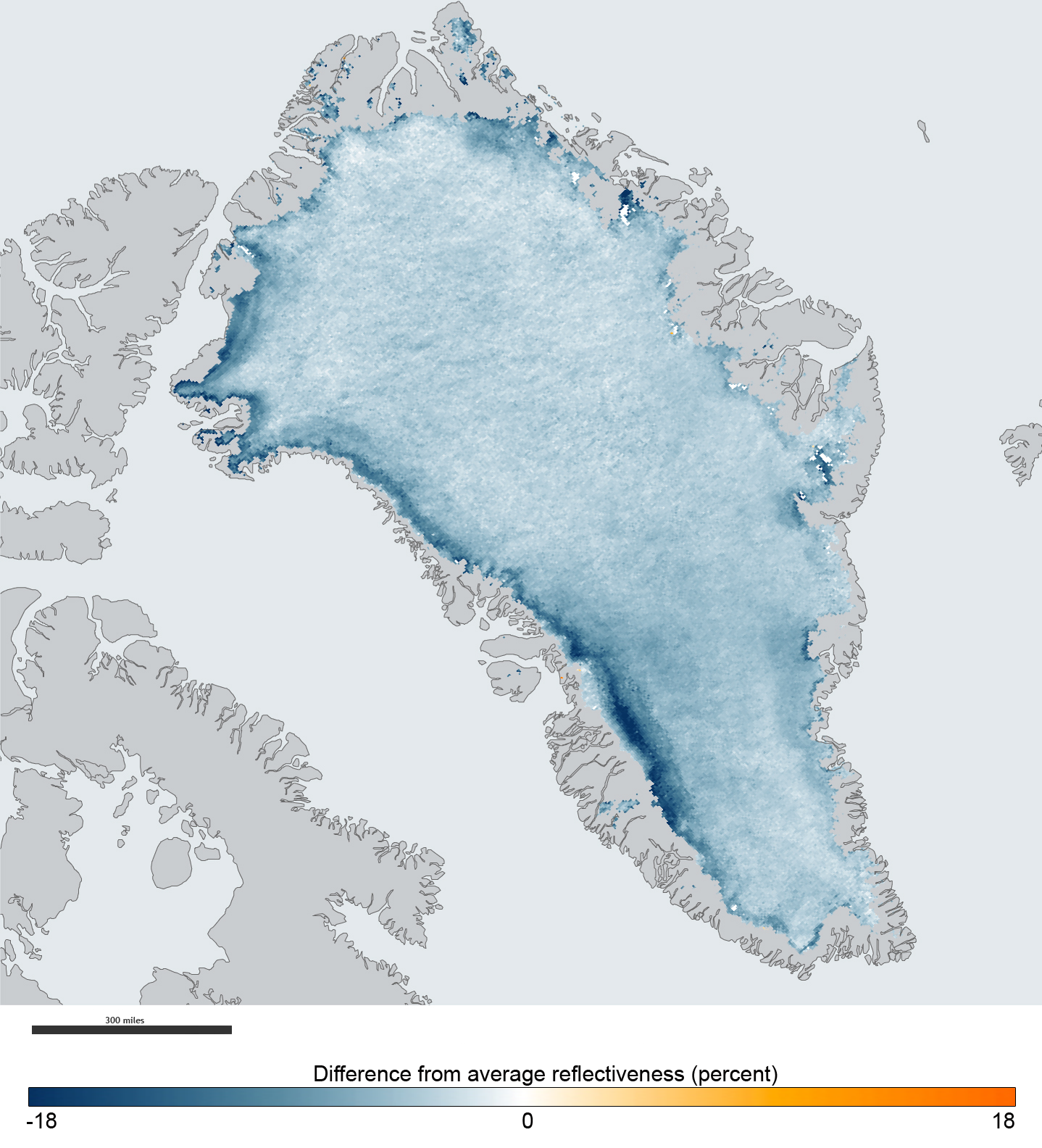
Albedo-Veränderung in Grönland. Das Bild zeigt den Unterschied der reflektierten Strahlung des Jahres 2011 im Vergleich zum Mittelwert der Jahre 2000–2006 in Falschfarbendarstellung. Das Bild wurde mit Hilfe des Satelliten MODIS aufgenommen

Eis-Albedo-Rückkopplung ist die Wechselwirkung zwischen Kryosphäre (schnee- und eisbedeckter Erdoberfläche) und globalem Klima. Nach den Begriffen der Regelungstechnik handelt es sich um eine positive Rückkopplung, welche die wirkende Ursache weiter verstärkt. Wasser und Boden absorbieren ca. 90 % der eingestrahlten Energie und heizen sich auf, was zum Abschmelzen weiterer Schnee- und Eisflächen führt. Umgekehrt führt eine Abkühlung zu einer Ausdehnung von Schnee- und Eisflächen, damit zu einer erhöhten Rückstrahlung und zu weiterer Abkühlung.
Schnee und Eis haben eine hohe Albedo (Rückstrahlvermögen des Sonnenlichts), nur ein kleiner Teil der einfallenden Sonnenenergie wird absorbiert. Schneebedecktes Eis hat mit einer Albedo bis 0,9 das höchste Rückstrahlvermögen. Im Gegensatz dazu beträgt die Albedo von Wasser nur ca. 0,06, d. h., 94 % der einfallenden Sonnenenergie wird absorbiert, nur 6 % wird reflektiert.
James Croll war der erste Wissenschaftler, der den hohen Stellenwert der Eis-Albedo-Rückkopplung für die Erklärung der Entstehung der Eiszeiten erkannte.
Die Stärke der Eis-Albedo-Rückkopplung erkennt man beispielsweise daran, dass in polaren Breiten auch im Sommer niedrige Temperaturen vorherrschen, obwohl die in dieser Zeit über 24 Stunden eingestrahlte Energiemenge größer ist als am Äquator. Neben der Schmelzenthalpie des Eises ist dies in erster Linie auf die starke Albedo der Schnee- und Eisflächen zurückzuführen.

## Entwicklung
Das Phänomen hat auch Relevanz bei der globalen Erwärmung: Dort verstärkt es die Wirkung der Treibhausgase und ist Hauptfaktor der "Polaren Verstärkung". Erste Modellrechnungen gehen auf den russischen Klimatologen Michail Budyko in den 1960er Jahren zurück; bereits dort hatten Forscher vermutet, dass ein Meereis-Rückgang in der Arktis zu einer Albedo-Abnahme führen würde.
Als Folge der globalen Erwärmung in der Arktis ist eine zunehmende Gletscherschmelze und ein Verschwinden arktischen Polareises erkennbar: Aufgrund von Satellitenmessungen liegen für die Arktis mittlerweile (2014) Daten aus 35 Jahren vor; sie zeigen, dass die Meereisbedeckung dort während der Sommermonate um 40 % abgenommen hat.
In Klimamodellen wird der Einfluss der Eis-Albedo-Rückkopplung berücksichtigt. Eine im Jahr 2011 erschienene Studie deutet jedoch darauf hin, dass alle für den im Jahr 2007 erschienenen IPCC-Report verwendeten Modelle den Effekt unterschätzten; wenngleich die Messwerte aufgrund des relativ kurzen Beobachtungszeitraums von nur einer Normalperiode sicherlich fehlerbehaftet sind, so ist der Unterschied zu dem in den Klimamodellen angenommenen Feedback doch zu ausgeprägt, um gänzlich einem Messfehler zugeschrieben werden zu können. Laut der Studie beläuft sich der zusätzliche Strahlungsantrieb, der in den letzten 30 Jahren durch eine Verringerung der Eis-Albedo-Rückkopplung entstand, auf ca. 0,45 W/m² bzw. 30 % des Strahlungsantriebs des seit der Industrialisierung vom Menschen emittierten CO2 und liegt damit doppelt so hoch wie in aktuellen Klimamodellen angenommen wird. Die Ursachen sind unklar und nicht notwendigerweise in der globalen Erwärmung zu finden. Dies konnte in einer weiteren Studie bestätigt werden, die Anfang 2014 publiziert wurde; anhand von Satellitenmessungen wurde festgestellt, dass die Arktis-Eis-Albedo um den Faktor zwei bis drei stärker abgenommen hat, als bisherige Studien hatten erwarten lassen; verteilte man die nach diesen Daten zusätzlich aufgenommene Energie gleichmäßig über den Erdball, entspräche sie 25 Prozent der direkt auf die Zunahme des Kohlendioxids in der Atmosphäre zurückzuführenden Erwärmung. Diese Erkenntnis findet sich noch nicht in aktuellen Klimaentwicklungsmodellen.
Zur Erklärung des unerwartet starken Albedorückgangs werden aktuell die Einflüsse menschlicher Immissionen und der Kryoflora untersucht. Eine Studie von 2015 kommt zu dem Ergebnis, dass die Verdunklung von Schnee und Eisflächen durch Biofilme, insbesondere durch die Blüte roter Schneealgen, in Klimamodellen bisher unterschätzt wurde.